# Neupetershain
Neupetershain est une commune allemande de l'arrondissement de Haute-Forêt-de-Spree-Lusace, Land de Brandebourg.

## Géographie
Neupetershain se situe dans la Basse-Lusace dans la région des lacs de Lusace ainsi que dans le parc naturel des monts de Basse-Lusace.
La commune comprend les villages de Neupetershain-Nord, Geisendorf (de), Greschmühle et Neu-Geisendorf.
|             |               | Drebkau |
| Neu-Seeland | Neupetershain |         |
|             | Welzow        |         |

Neupetershain-Nord se trouve sur la Bundesstraße 169, Neupetershain sur la ligne de Großenhain à Cottbus.

## Histoire
L'origine de la commune réside dans le village de Petershain, qui forme aujourd'hui Neupetershain-Nord, mentionné pour la première fois en 1346 dans le matricule de la principauté épiscopale de Meissen.
Après la décision de construire une liaison ferroviaire entre Großenhain, Senftenberg et Cottbus, des gares ont été fournies à intervalles réguliers pour les villages environnants. La gare est construite au milieu de la forêt, à deux kilomètres de l’ancien Petershain. Le mercredi 20 avril 1870, la ligne de chemin de fer avec la gare de Petershain est ouverte. Considérant que la croissance rapide de nombreux établissements - usines, fonderies et habitations - à la gare de Petershain, à une distance considérable de Petershain, un nouveau complexe d'habitations et de lieux de travail peu liés à Petershain se sont déjà installées, on décide de la création de la commune de Neu Petershain le 1er avril 1905.

## Source, notes et références
- (de) Cet article est partiellement ou en totalité issu de l’article de Wikipédia en allemand intitulé « Neupetershain » (voir la liste des auteurs).